# Thilachium sumangui
Thilachium sumangui är en kaprisväxtart som beskrevs av Boj. Thilachium sumangui ingår i släktet Thilachium och familjen kaprisväxter. Inga underarter finns listade i Catalogue of Life.